# Umm Khurayzah
Um Khreizeh (tiếng Ả Rập: أم خريزة) là một ngôi làng Syria nằm ở phó huyện Sabburah thuộc huyện Salamiyah, Hama. Theo Cục Thống kê Trung ương Syria (CBS), Um Khreizeh có dân số 250 người trong cuộc điều tra dân số năm 2004.